# Milk & Honey (Fernsehserie)
Milk & Honey ist eine deutsche Fernsehserie, die 2018 im Abendprogramm des Fernsehsenders VOX ausgestrahlt wurde. Das Dramedy-Format basiert auf der Serie Johnny VeAbirey Hagalil des israelischen TV-Anbieters Yes und wurde im Auftrag von VOX von Talpa Germany für den deutschsprachigen TV-Markt adaptiert. Es erzählt von dem Globetrotter Johnny, gespielt von Artjom Gilz, der nach dem Tod seines Vaters in seine brandenburgische Heimat zurückkehrt und aus seiner finanziellen Not heraus beschließt, mit Freunden einen Escort-Service zu betreiben.
Die Serie wurde von April bis August 2018 in Berlin und Brandenburg, vornehmlich in der Spargelstadt Beelitz, gedreht. Neben Gilz traten unter anderem Nik Xhelilaj, Deniz Arora, Nils Dörgeloh, Anne Weinknecht, Katharina Schlothauer, Bernhard Piesk und Marlene Tanczik vor die Kamera. Die Erstveröffentlichung erfolgte ab 10. November 2018 wöchentlich in Doppelfolgen auf dem Streaming-Dienst TVNOW. Bei Kritikern stieß Milk & Honey nach Erstausstrahlung auf VOX auf vorwiegend positive Kritiken.

## Handlung
Johnny Kupper kehrt nach dem Tod seines Vaters aus dem Ausland in die brandenburgische Provinz zurück, um sich um seine minderjährige Schwester Charlie und die familieneigene Imkerei zu kümmern. Bei Besichtigung des Familienbetriebes muss er feststellen, dass das Unternehmen kurz vor der Pleite steht und Arian, der einzig verbliebene Angestellte, seinen Lebensunterhalt mit einem Nebenverdienst als Callboy bestreitet. Als Johnny durch ein Missverständnis selbst zum Escort wird, realisiert er, dass sich damit schnell benötigtes Geld verdienen lässt, und so stiftet er seine Freunde Michi und Kobi an, gemeinsam mit Arian und ihm das neue Geschäft professionell aufzuziehen. Die Freunde müssen schnell feststellen, dass aller Anfang schwer ist und sich ihr Privatleben nur schwer von ihrem neuen Job trennen lässt. Auch Johnny, der in seine neuen Aufgaben als Charlies gesetzlicher Vormund und Leiter des Familiengeschäfts hineinwachsen muss, erfährt dies, als er nach Jahren seine Jugendliebe Katharina wiedertrifft, die noch immer im Ort wohnt, inzwischen jedoch verheiratet ist.

## Hintergrund

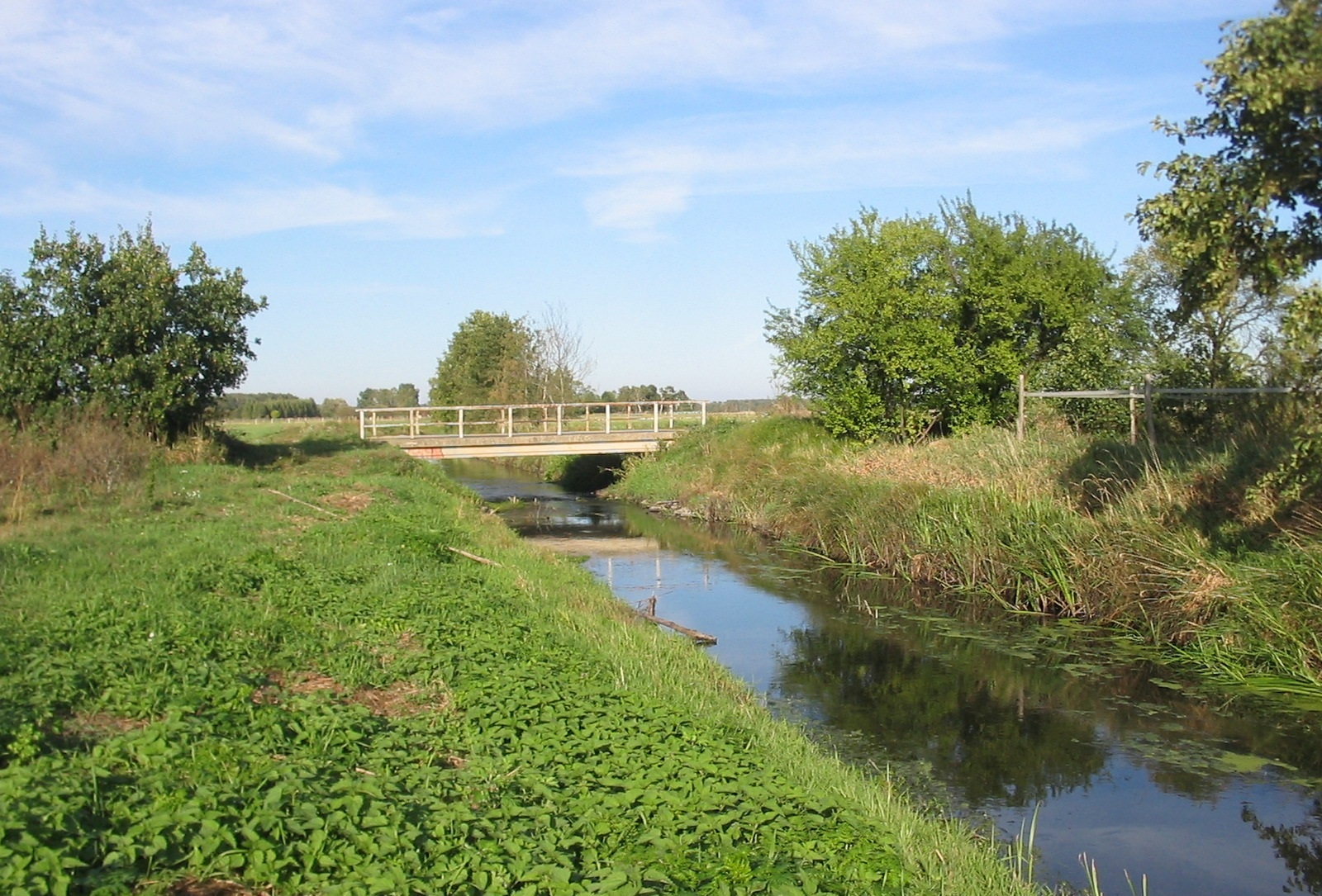
Der Ort Beelitz in Brandenburg diente als Hauptspielort der Serie.

Milk & Honey wurde von Talpa Germany Fiction realisiert. Die Serie war nach dem Erfolg von Club der roten Bänder die zweite Drama-Serie, deren Produktion von VOX in Auftrag gegeben wurde. Ähnlich wie bei der Krankenhausserie handelt es sich bei Milk & Honey um die deutschsprachige Adaption eines ausländischen Originalformates. Als internationales Vorbild diente so die 13-teilige TV-Produktion Johnny VeAbirey Hagalil (Deutsch: Johnny und die Ritter von Galiläa) des israelischen Pay-TV-Anbieters Yes. Als Headautor konnte Talpa Fiction den Drehbuchautor und Schriftsteller Klaus Wolfertstetter engagieren. Die Regie der ersten vier Folgen übernahm der deutsch-österreichische Filmemacher Peter Gersina.
Im Januar 2018 wurde bekanntgegeben, dass Artjom Gilz, Nik Xhelilaj, Marlene Tanczik, Nils Dörgeloh und Deniz Arora für die Serie verpflichtet werden konnten. Die Dreharbeiten für die 10-teilige Adaption fanden schließlich vom 6. April bis 16. August 2018 in Berlin und Brandenburg statt. Als Hauptmotiv diente die Stadt Beelitz und deren unmittelbare Umgebung. Sowohl die Drehbedingungen als auch das an Eastern erinnernde Szenenbild von Milk & Honey wurden maßgeblich von der auch in Brandenburg vorherrschenden Dürre und Hitze im Sommer 2018 beeinflusst. Insbesondere Maske und Kostüm stellte das Wetter vor besondere Herausforderungen. Wiederholt musste aufgrund von Brandgefahr auch die Feuerwehr anrücken.

## Besetzung

### Hauptdarsteller
| Darsteller            | Rollenname     | Folgen |
| --------------------- | -------------- | ------ |
| Artjom Gilz           | Johnny Kupper  | 1–10   |
| Marlene Tanczik       | Charlie Kupper | 1–10   |
| Nils Dörgeloh         | Michi          | 1–10   |
| Anne Weinknecht       | Andrea         | 1–10   |
| Nik Xhelilaj          | Arian          | 1–10   |
| Deniz Arora           | Kobi           | 1–10   |
| Katharina Schlothauer | Katharina      | 1–10   |
| Bernhard Piesk        | Tim            | 1–10   |

## Episodenliste
| Nr. | Originaltitel             | Erstausstrahlung D | Regie         | Drehbuch                            |
| --- | ------------------------- | ------------------ | ------------- | ----------------------------------- |
| 1   | Die Bienenkönigin         | 14. Nov. 2018      | Peter Gersina | Klaus Wolfertstetter                |
| 2   | Angebot und Nachfrage     | 14. Nov. 2018      | Peter Gersina | Arndt Stüwe                         |
| 3   | Allergische Reaktionen    | 21. Nov. 2018      | Peter Gersina | Florian Schumacher                  |
| 4   | Konferenz der Frauen      | 21. Nov. 2018      | Peter Gersina | Karin Kaçi                          |
| 5   | Zeichen ändern dich       | 28. Nov. 2018      | Peter Gersina | Ira Wedel, Klaus Wolfertstetter     |
| 6   | Rollenspiele              | 28. Nov. 2018      | Peter Gersina | Julia Neumann                       |
| 7   | Coitus Interruptus        | 5. Dez. 2018       | Peter Gersina | Florian Schumacher                  |
| 8   | In der Falle              | 5. Dez. 2018       | Peter Gersina | Julia Neumann                       |
| 9   | Die Spielregeln der Liebe | 12. Dez. 2018      | Peter Gersina | Julia Neumann, Klaus Wolfertstetter |
| 10  | Erfüllte Wünsche          | 12. Dez. 2018      | Peter Gersina | Klaus Wolfertstetter                |

## Rezeption

### Kritiken
Tilmann P. Gangloff von Tittelbach.tv befand, dass die Serie VOX zwar keinen „Preisregen bescheren“ könne, die einzelnen Folgen jedoch durch ihre Kurzweil und ein „gut zusammengestelltes“ Kern-Ensemble punkteten. Die Inszenierung erinnere bisweilen an „den Look früherer ZDF-Vorabendserien“, wobei sich die „kluge Konzeption“ der Serie erst nach mehreren Folgen zeige, indem die Drehbücher immer wieder neue Themen aufgreifen und „auf diese Weise regelmäßig für übergreifende Handlungsbögen“ sorgen würden. Was „zunächst heiter und zwanglos beginnt, baut mit zunehmender Dauer Einiges an Konfliktpotenzial auf. Die Geschichten werden gewissermaßen erwachsener; diverse Ent- und Verwicklungen könnten sie jederzeit ins Drama umschlagen lassen“.
Thomas Lückerath von DWDL bezeichnete die Produktion als „sehr charmantes Wohlfühlfernsehen“ sowie „leichtfüßige Dramedy, die mehr ist als diese Serie mit den Callboys‘“. Milk & Honey sei „viel mehr eine Familienserie“, deren Fish-out-of-water-Prämisse an andere Serien der RTL Group erinnere, darunter Sankt Maik und Doc meets Dorf. Lückerath lobte das „starke Casting der Hauptrollen“ und den „einzigartigen Look“ der Serie, bemängelte jedoch, dass der Serie im Vergleich zu ihrem Vorgänger Club der roten Bänder das „gewisse Etwas“ fehle und trotz „gediegener Fernsehunterhaltung […] eher gewöhnlich“ wirke.
Süddeutsche Zeitung-Redakteur Hans Hoff urteilte, dass die Serie eine Art Gegenentwurf zu Club der roten Bänder sei und sich anders als die Krankenhausserie durch „Wohlfühlambiente in Werbeclip-Ästhetik“ auszeichne. Die „harten Probleme der Existenz“ existierten in Milk & Honey „nur als Motivationslieferanten. Im Vordergrund steht das Leichte, das Gefühlige, das Komische. Die Protagonisten sind alle sehr schön anzusehen, und es ist immer Sommer“. Handwerklich verspreche die Fernsehserie die „exzellente Produktionsqualität und hohe Illusionskunst“, die man von dem Format erwarte.

### Einschaltquoten
Im Schnitt erreichte Milk & Honey bei Ausstrahlung 3,2 Prozent Marktanteil bei allen Zuschauern sowie 4,4 Prozent in der werberelevanten Zielgruppe. Die Reichweite belief sich auf 0,79 Millionen Menschen ab drei Jahren und 0,46 Millionen bei den 14- bis 49-Jährigen.
| Nr. | Datum         | Zuschauer | Zuschauer       | Marktanteil | Marktanteil     | Quelle |
| Nr. | Datum         | Gesamt    | 14 bis 49 Jahre | Gesamt      | 14 bis 49 Jahre | Quelle |
| --- | ------------- | --------- | --------------- | ----------- | --------------- | ------ |
| 01  | 14. Nov. 2018 | 1,35 Mio. | 0,81 Mio.       | 4,7 %       | 8,8 %           | [ 10 ] |
| 02  | 14. Nov. 2018 | 1,25 Mio. | 0,76 Mio.       | 5,3 %       | 9,8 %           | [ 10 ] |
| 03  | 21. Nov. 2018 | 0,87 Mio. | 0,52 Mio.       | 3,0 %       | 5,6 %           | [ 10 ] |
| 04  | 21. Nov. 2018 | 0,78 Mio. | 0,44 Mio.       | 3,8 %       | 6,7 %           | [ 10 ] |
| 05  | 28. Nov. 2018 | 0,84 Mio. | 0,49 Mio.       | 3,0 %       | 5,3 %           | [ 10 ] |
| 06  | 28. Jan. 2018 | 0,74 Mio. | 0,41 Mio.       | 3,5 %       | 5,9 %           | [ 10 ] |
| 07  | 5. Dez. 2018  | 0,65 Mio. | 0,40 Mio.       | 2,3 %       | 4,5 %           | [ 10 ] |
| 08  | 5. Dez. 2018  | 0,56 Mio. | 0,34 Mio.       | 2,6 %       | 4,9 %           | [ 10 ] |
| 09  | 12. Dez. 2018 | 0,56 Mio. | 0,33 Mio.       | 1,9 %       | 3,6 %           | [ 10 ] |
| 10  | 12. Dez. 2018 | 0,54 Mio. | 0,30 Mio.       | 2,6 %       | 4,4 %           | [ 10 ] |